# Ruptura sino-soviética
La ruptura sino-soviética (en chino, 中苏交恶;  en ruso: Советско-китайский раскол) es el nombre que recibió la crisis en las relaciones entre la República Popular China y la URSS que comenzó a finales de la década de 1950 y se intensificó durante la siguiente década.
Las causas de la ruptura entre las dos grandes potencias comunistas se debió a los distintos intereses nacionales de ambos países y, sobre todo, al alejamiento sobre su interpretación del marxismo-leninismo. Mientras que el líder chino, Mao Zedong, prefería una mayor beligerancia hacia los países capitalistas (maoísmo), el Gobierno soviético orientó su política hacia una «coexistencia pacífica» con estos países, por lo que Mao y el Partido Comunista de China acusaron a la URSS de revisionismo.
La ruptura provocó una fractura sin precedentes en el movimiento comunista internacional y abrió el camino al establecimiento de relaciones entre EE. UU. y la República Popular China. Según Lorenz M. Lüthi, la ruptura sino-soviética «fue uno de los eventos clave de la Guerra Fría, a la altura de otros acontecimientos como la construcción del Muro de Berlín, la Crisis de los Misiles o la Guerra de Vietnam».

## Orígenes

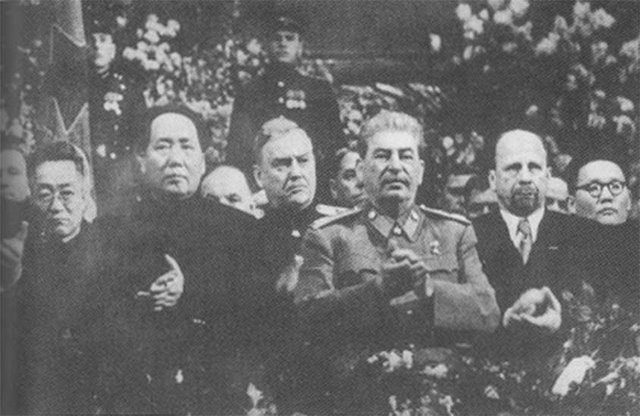
Mao y Stalin - junto a otros líderes comunistas del mundo - juntos en Moscú, celebrando el cumpleaños de Stalin en diciembre de 1949.

Las raíces del conflicto entre los comunistas chinos y la URSS se remontaban a la época en que Mao Zedong se había hecho con el poder en el Partido Comunista de China en la década de 1930, contrariando las preferencias soviéticas. Hasta ese momento, el PCCh había estado prácticamente tutelado por la URSS a través de la Internacional Comunista, fuertemente ligada al aparato gubernamental soviético, y había operado mediante sucesivas alianzas o enfrentamientos con los nacionalistas del Kuomintang hasta que en 1927 el PCCh rompió definitivamente con el Kuomintang cuando el régimen nacionalista reprimió violentamente a sus aliados de izquierda en las grandes urbes. 
Mao Zedong había marcado distancias con la URSS desde antes de liderar por completo el comunismo chino, desarrollando una idea propia del leninismo basada en el apoyo político de los campesinos al PCCh en vez de buscar el apoyo en la clase obrera, en contra de la ortodoxia ideológica aplicada en la URSS, considerando Mao y sus seguidores que el elemento campesino y rural en China era mucho más numeroso y significativo que el proletariado estrictamente obrero y urbano. 
En la lucha por el poder dentro del PCCh que tuvo lugar después de la Larga Marcha de 1934-1935, Mao se convirtió en el líder indiscutible del Partido frente a los dirigentes de formación soviética apoyados por Moscú como eran Bo Gu y Wang Ming: De este modo, Mao consiguió en la Conferencia de Zunyi que otros altos jefes del Partido Comunista de China le apoyaran en el proyecto de quitar poder a los líderes más prosoviéticos, conocidos colectivamente como los Veintiocho bolcheviques, quienes no fueron expulsados del PCCh sino paulatinamente marginados de los puestos directivos. 
A pesar de estas diferencias entre los comunistas chinos y sus camaradas soviéticos, la victoria comunista en la guerra civil china de 1949 había hecho necesaria la alianza entre los dos regímenes por conveniencia mutua. La República Popular China, especialmente tras la guerra de Corea, no podía recurrir —ni tampoco buscaba— la ayuda del Occidente capitalista, y la Unión Soviética era todavía el referente internacional del movimiento comunista que, bajo la tutela de Stalin, había logrado convertirse en una de las grandes superpotencias del mundo después de la Segunda Guerra Mundial. 
A su vez, el gobierno soviético, en su papel de "vanguardia" del movimiento comunista internacional, veía la subida al poder de un partido comunista en el país más poblado del mundo como un paso de suma importancia en la expansión de su sistema político y su influencia global; de hecho, Stalin consideraba que la implantación de un régimen comunista en China debía ser un proceso estrechamente seguido por la URSS, para lo cual ofreció a Mao Zedong toda la cooperación posible.

## Desarrollo del conflicto

### Influencia y asistencia soviética en China
Sin embargo, las diferentes visiones que ambos países tenían acerca de la colaboración mutua provocarían un conflicto creciente. Mientras que Stalin consideraba válido tratar a China de modo parecido a un país satélite de la URSS, al estilo de los estados de Europa Oriental, los nuevos dirigentes chinos deseaban un trato en condiciones de igualdad. No en vano, uno de los objetivos de la lucha comunista en China había sido liberar al país de la histórica sumisión a las potencias extranjeras que se remontaba al siglo XIX. Asimismo, Mao y sus colaboradores consideraban adecuado recibir un trato igualitario al haber triunfado durante la guerra civil china con poca ayuda concreta de la URSS, y advirtiendo que el gobierno comunista de Beijing había ganado el poder con sus propias fuerzas y sin haber necesitado apoyo de tropas soviéticas, caso muy distinto a lo ocurrido con los regímenes comunistas de Europa Oriental.
La ayuda de la URSS a la República Popular China fue vista como "mezquina" e "interesada" por muchos líderes chinos, entre ellos el propio Mao, a quien ya Stalin había tratado de modo paternalista en su primera visita a Moscú en diciembre de 1949. No obstante, sobre todo desde la muerte de Stalin en 1953, la URSS empezó a remitir ayuda financiera y técnica a China a gran escala, considerando que el atraso tecnológico e industrial de China resultaba en un fértil terreno para asentar firmemente la influencia soviética en el país. Esta asistencia fue descrita por el historiador William Kirby como «la mayor transferencia de tecnología en la historia del mundo», pues la Unión Soviética gastó un 7% de sus ingresos nacionales entre 1954 y 1959 ayudando al desarrollo de China. Asimismo, China se convirtió en "país observador" del COMECON desde 1950.
La asistencia soviética a China se extendió así a las industrias, la agricultura, la educación, la sanidad, las fuerzas armadas, y dando énfasis a la construcción de infraestructura a gran escala utilizando capitales soviéticos en transportes, aprovechamiento agrícola, y edificaciones de todo tipo. Se destacó además la presencia de varios miles de soviéticos enviados como asesores técnicos, administrativos, y militares a China, apoyando en la ejecución de amplios y ambiciosos planes de desarrollo económico destinados a sacar a China de su atraso tecnológico en el menor tiempo posible, emulando el ejemplo de los planes quinquenales de la URSS en la década de 1920. El estallido de la guerra de Corea en 1950, donde China intervino militarmente en ayuda de Corea del Norte, forzó más el acercamiento entre los gobiernos de Beijing y Moscú, siendo que para dicho conflicto el régimen chino intervendría con tropas y los soviéticos aportaron armamento y asesores bélicos (o directamente aportaron personal de combate de la VVS soviética para la aviación).
La influencia soviética sobre la política y la economía de China resultó más acentuada tras el fin de la guerra de Corea en 1953, pero el régimen de Mao Zedong cuidó de silenciar todo cuestionamiento doméstico a esta situación en vista de la urgencia por contar con el apoyo y financiamiento de la URSS para la ansiada industrialización de China. Si bien el prestigio de Stalin había mantenido las formas y la necesidad de la colaboración con el único aliado natural posible del nuevo régimen comunista chino, la subida al poder de Nikita Jrushchov reveló las profundas discrepancias —esencialmente ideológicas pero también geopolíticas— entre las dos potencias comunistas.

### Impacto del deshielo en China

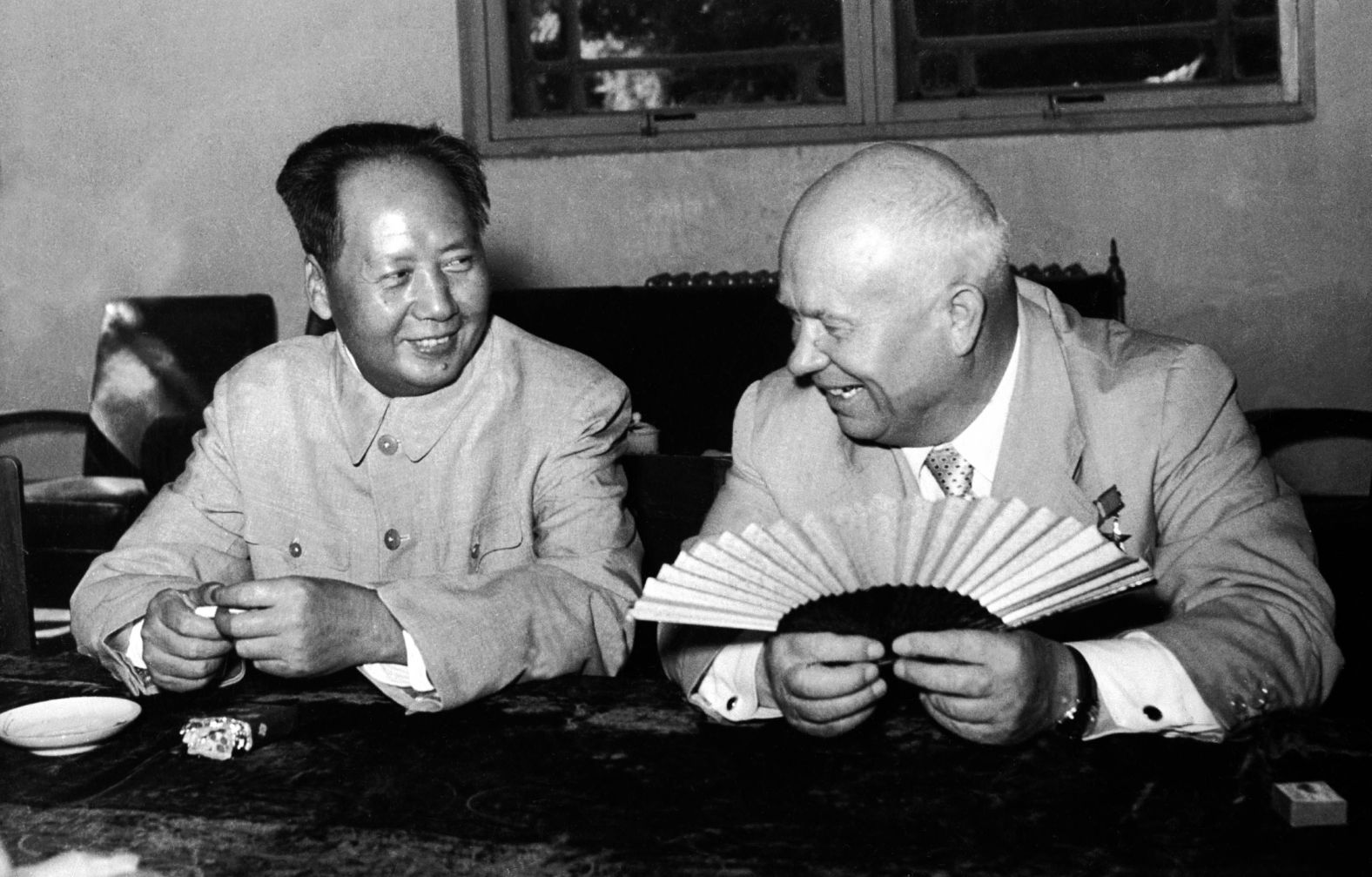
Mao Zedong y Nikita Jruschov en 1958, durante una visita del líder soviético a China.

Tanto China como la URSS mantuvieron su alianza en la política internacional tras la muerte de Stalin en marzo de 1953, y en 1954 ambos países apoyaron a Vietnam del Norte en la Conferencia de Ginebra para la pacificación de Indochina.
No obstante, cuando en febrero de 1956 Nikita Jruschov emitió su célebre "Discurso secreto" condenando el régimen de Stalin y sus políticas, Mao reaccionó agriamente debido a la fuerte adhesión que éste había mostrado previamente al estalinismo. Cuando Jruschov restauró las relaciones diplomáticas de la URSS con la RFS de Yugoslavia (las cuales había roto Stalin en 1948), el Gobierno chino cuestionó tal decisión advirtiendo cómo Yugoslavia pactaba en simultáneo con países comunistas y capitalistas. Cuando Jruschov postuló la necesidad de una "coexistencia pacífica" con el Occidente capitalista, tal fórmula ofuscó a Mao, para quien la lucha del comunismo contra el capitalismo hasta el aplastamiento de este último era un principio ideológico irrenunciable al punto que la lucha de clases ni siquiera terminaba con la instauración de un gobierno comunista sino que proseguía incluso tras dicho evento.
Así, Mao empezaba a ver a su país como el nuevo referente mundial de la lucha comunista, que debía abandonar a una Unión Soviética que "traicionaba a la causa ideológica" y se "desviaba" de los postulados marxistas. Precisamente este creciente enfrentamiento ideológico llevaría a la URSS a cancelar su programa de ayuda a China en su proyecto para obtener armamento nuclear. En el año 1958 Jruschov, nada temeroso de un enfrentamiento armado de la URSS con los EE. UU. por la cuestión de Taiwán, rehusó apoyar las acciones militares del Ejército Popular de Liberación, las fuerzas armadas chinas, contra los archipiélagos de Matsu y Quemoy, controlados por el régimen nacionalista de Taiwán al final de la década de 1950. Nuevamente, Mao consideró esta negativa soviética como un "repliegue" de la URSS ante EE. UU., por lo cual consideró que China debería contar solamente con sus propias fuerzas en caso de un conflicto bélico contra Japón y/o los estadounidenses.
En este contexto se produjo un intento de acercamiento inusual hacia la URSS por parte de Washington. Andréi Gromyko, Ministro de Asuntos Exteriores soviético entre 1957 y 1958, durante un vuelo de Alemania a Washington en el verano de 1959, tuvo según sus propias palabras una conversación con Neil H. McElroy, Secretario de Defensa de los EE. UU. entre 1957 y 1959. Este le expuso la posibilidad de una alianza entre los EE. UU. y la URSS contra China. Sin embargo, Gromyko evitó comprometerse:

En verano de 1959, en que los Ministros de Exteriores de las cuatro potencias estaban reunidos en Ginebra para hablar de Alemania, se anunció de pronto su aplazamiento (...) Tuvimos que ir todos a Washington (...) Volamos juntos. (...) En cierto momento, mientras volábamos sobre el Atlántico, se me acercó el Secretario de Defensa americano, Neil Mc Elroy y me dijo: «¿Puedo sentarme a su lado, señor Gromiko? Hay un par de cosas que me gustaría comentar con usted». «Siéntese, por favor», contesté. (...) Mc Elroy comenzó a hablar de lo que él llamaba el «peligro amarillo», esto es, de China. «El peligro amarillo —dijo— es ahora tan grande que no podemos dejarlo a un lado. Y no es un problema para tomarlo sólo en consideración; hay que abordarlo». Aunque me imaginaba adónde quería ir a parar, no dije nada y le dejé continuar. «Debemos unirnos contra China». Se detuvo para ver qué efecto me había producido aquello. En respuesta, le dije: «Usted y yo —es decir, los Estados Unidos y la URSS— tenemos el deber mucho más importante de encontrar una solución a los problemas de Europa y de intentar mejorar las relaciones soviético-americanas». Las relaciones chino-soviéticas eran difíciles en aquella época, por decirlo suavemente, y en nuestra frontera tenían lugar conflictos armados. «Pero, sin embargo —insistió—, ahí hay un gran problema. Tenemos que pensar juntos en eso». (...) Cuando regresé a Moscú le conté a Jruschov la introducción de Mc Elroy. Me dijo que mi respuesta había sido la correcta. El tema no volvió a suscitarse, ni por nosotros ni por los Estados Unidos.
Andréi Gromyko, Memorias (1988) pp.206-207

En paralelo, los líderes soviéticos cuestionaban en público la eficacia del Gran Salto Adelante emprendido por Mao como un calco del plan quinquenal soviético, lo cual aumentó las tensiones entre ambos países. En 1960 los soviéticos pactaron una solución pacífica con los EE. UU. tras el incidente del avión espía U-2, pero Mao condenó el suceso y declaró que la reacción soviética debió ser mucho más agresiva contra los estadounidenses. Ante la severa crítica de la política soviética en la prensa china, la URSS ordenó la salida de todos sus expertos técnicos y militares establecidos en China y canceló los proyectos de cooperación técnica en dicho país asiático, mientras China se retiraba de las actividades del COMECON al año siguiente. 
Poco después, en el XXII Congreso del Partido Comunista de la Unión Soviética celebrado en octubre de 1961, ocurrido tras la Crisis de Berlín, las delegaciones de China y la URSS se enfrentaron abiertamente en sus discursos cuando los soviéticos condenaron al régimen de Enver Hoxha en Albania, mientras la delegación china lo felicitaba por mantener la "ortodoxia estalinista". Ya en 1962, con las relaciones aún más tensas, China condenó la posición soviética durante la Crisis de los misiles en Cuba acusándolo de "pasar del aventurerismo a la capitulación" ante EE. UU. al enviar de armas nucleares a Cuba para luego retirarlas, mientras la URSS acusó al Gobierno chino de imprudencia y temeridad al no prever las consecuencias de una guerra nuclear. Poco después, la URSS negaría una vez más el apoyo a la República Popular China en la breve guerra que ésta mantuvo con India en noviembre de 1962 por el control de una zona fronteriza en el extremo suroccidental del país, conocida como Aksai Chin. Con ello, la ruptura quedó completada entre China y la URSS, aunque sin llegar formalmente a la ruptura de relaciones diplomáticas.
Por su lado, Mao Zedong advirtió que el "modelo revolucionario" del Partido Comunista de China debería ser seguido por todos los grupos comunistas en el planeta y especialmente en el Tercer Mundo, en tanto la experiencia del PCCh habría resultado exitosa al poner énfasis en el campesinado como "agente revolucionario", en vez de otorgar este rol al proletariado urbano que resultaba minoritario en los países tercermundistas. De hecho, los ideólogos chinos proclamaban con ello que las experiencias de la Revolución Rusa de 1917 no eran aplicables a nivel universal sino apenas para unos pocos países algo industrializados, mientras que para los países subdesarrollados el "modelo" de la Revolución china de 1949 era el adecuado, declarando además que ante las políticas del "deshielo" de Jruschov solamente China y Albania mantenían la ortodoxia auténtica del marxismo-leninismo.

### Consecuencias de la ruptura
Paulatinamente el régimen de Mao apreció que en materias económicas, geopolíticas, y diplomáticas, los intereses soviéticos no coincidían con los chinos, siendo inevitable la ruptura. Así, la República Popular China se veía aún más aislada internacionalmente en tanto carecía de aliados tanto entre los países capitalistas como entre los países del Pacto de Varsovia. En aquellos años, su único aliado era la pequeña República Popular de Albania, en los Balcanes europeos, país que también había roto relaciones con la URSS por cuanto su líder, Enver Hoxha, insistía en preservar una política de tipo estalinista.
Otra manifestación de la ruptura se mostró en las relaciones internacionales de China y de la URSS, concretamente en su apoyo a movimientos comunistas del resto del mundo, que empezaron a definirse como maoístas si apoyaban las posiciones políticas de China o como "pro-soviéticos" si mantenían su lealtad hacia la URSS en nombre del marxismo-leninismo, terreno donde ambos países entraron en pugna para obtener mayor ascendiente sobre estos grupos, tanto en Europa como en América Latina y África, al punto que en este último continente la URSS y China apoyaron de modo simultáneo —o alternado— a diversos movimientos izquierdistas anticoloniales, según la variable ideológica que manifestaran. Del mismo modo, ambos países compitieron mutuamente para alcanzar mayor influencia entre los gobiernos del Tercer Mundo, no sólo en América Latina sino sobre todo en los países recién independientes en Asia, y África, mediante acuerdos de cooperación económica o política, aunque en todas estas áreas la URSS logró más adhesiones concretas.
Cuando Jruschov fue depuesto del poder en 1963, nuevamente Mao Zedong trató de revivir la alianza sino-soviética y envió a Zhou Enlai a Moscú y a varios países de la órbita soviética en Europa del Este con este fin. No obstante, el nuevo gobierno soviético, dirigido por Leonid Brézhnev, mantuvo las tesis políticas de Jruschov acerca de China, además de persistir en la política de Coexistencia pacífica con el mundo capitalista, y las relaciones sino-soviéticas continuaron congeladas.

### Impacto internacional de la ruptura
Si bien ambos países apoyaron a Vietnam del Norte desde el inicio de la guerra de Vietnam, paulatinamente el régimen vietnamita de Hanói buscó respaldo financiero y militar en la URSS, por lo cual desde 1972 China postuló la necesidad de una "paz negociada" entre los dos contendientes, aunque manteniendo la agitación interna antiestadounidense e insistiendo en el retiro de tropas de EE. UU.. Finalmente en 1975, en Indochina surgieron tres gobiernos comunistas cuya afiliación ideológica resultó diversa: Vietnam (donde el gobierno del Norte había ganado la guerra contra Vietnam del Sur) y Laos se mantuvieron como aliados de la URSS, mientras que la menos próspera y poblada Camboya (gobernada por los Jemeres Rojos que ese año ganaban la guerra civil camboyana) se alió con China. 
Del mismo modo, China condenó como "imperialista" la reacción soviética contra la Primavera de Praga de 1968 en Checoslovaquia; el gobierno chino tampoco se pronunció contra el golpe de Estado del 11 de septiembre de 1973 contra Salvador Allende en Chile e inclusive mantuvo abierta su legación diplomática en Santiago; cuando la URSS otorgó su apoyo diplomático a países árabes tras la guerra de Yom Kipur en 1973 China no se adhirió a dicho gesto. 
El Gobierno chino tampoco mostró entusiasmo alguno tras el triunfo sandinista en Nicaragua en 1979, al saberse que el nuevo régimen nicaragüense prefería un acercamiento político con la URSS y los países de Europa Oriental. Por el contrario, después que Vietnam invadiera y ocupara Camboya en diciembre de 1978 y expulsara del gobierno a los Jemeres Rojos para instalar un régimen pro-vietnamita, China invadió fallidamente el extremo norte de Vietnam en una breve campaña bélica en febrero de 1979.

## Disputas territoriales y enfrentamiento armado
A estas desavenencias ideológicas se unieron otras de tipo territorial. Aunque en el "Tratado de Amistad, Alianza y Asistencia Mutua" firmado el 14 de febrero de 1950, China había aceptado reconocer la independencia de Mongolia, antiguo territorio chino, los dirigentes chinos intentarían reabrir la cuestión tras la muerte de Stalin en 1953. También se plantearon otras reivindicaciones territoriales chinas a lo largo de la frontera entre los dos países. Jrushchov rechazó categóricamente las pretensiones chinas de revisar la frontera sino-soviética. 
Estas disputas territoriales alcanzarían su momento de tensión máxima en el incidente bélico de la isla de Zhenbao ("Damanski" en ruso) en el río Ussuri, donde se desarrolló una serie de combates entre marzo y septiembre de 1969 - en el apogeo de las tensiones - entre tropas chinas y soviéticas por el control del islote. Este enfrentamiento armado supondría el punto más crítico en las relaciones entre los dos países, y se llegó a temer la posibilidad de una gran guerra abierta entre las dos potencias comunistas.

## Relaciones tras la muerte de Mao
Tras los combates de 1969, el primer ministro soviético Alekséi Kosygin viajó a Pekín en misión especial de su gobierno para restablecer contactos con China. Allí se entrevistó con Zhou Enlai para llegar a un acuerdo sobre los pleitos fronterizos, lo cual al menos reabrió la comunicación entre ambos países, pero sin que los motivos de la ruptura fuesen materia de discusión. 
Durante la década de 1970, la República Popular China inició una política de acercamiento a EE. UU. y las potencias occidentales, entendiendo Mao que China no tenía posibilidades de enfrentarse exitosamente en simultáneo a la URSS y a los Estados Unidos, llegando a realizarse una reunión bilateral entre Mao y el presidente estadounidense Richard Nixon en Pekín en 1972. Esto le permitió al régimen de Beijing arrebatar a la República de China —el régimen establecido en Taiwán por los vencidos nacionalistas de la guerra civil— el asiento de China en las Naciones Unidas y lograr por fin el reconocimiento diplomático de la mayoría de los países occidentales aliados de EE. UU. que desde 1949 seguían reconociendo al régimen de Chiang Kai-shek en Taiwán como gobierno legítimo de toda China.
Frente a esta apertura de relaciones hacia los países occidentales, las relaciones entre China y la URSS se mantendrían frías y distantes aunque manteniendo los lazos diplomáticos en un nivel básico, siendo visible la mayor influencia internacional de China tras entrar en la ONU en 1972 e impulsar así su política de "Una sola China" entre los países capitalistas. 
Tras la muerte de Mao en 1976, la separación del poder y arresto de los miembros de la ultraizquierdista Banda de los Cuatro en 1976, el nuevo régimen chino de Deng Xiaoping inició en enero de 1979 una serie de reformas económicas conocidas como "Reforma y Apertura". Las reformas de Deng implicaron una apertura económica de China hacia el mundo occidental, promoviendo la aplicación de esquemas de la economía capitalista en China, y favoreciendo la inversión extranjera en la economía china, aunque manteniendo el poder político exclusivamente en manos del PCCh y preservando el aparato estatal comunista. En este contexto resultó notable que el nuevo régimen de Beijing -dominado por Deng- no mostrase interés alguno en renovar la pugna ideológica con la Unión Soviética ni en promover el maoísmo fuera de sus fronteras. 
Pese al nuevo alineamiento de la economía china con el capitalismo, las relaciones con la URSS siguieron congeladas hasta finales de la década de 1980, cuando el líder soviético Mijaíl Gorbachov inició un proceso de apertura que implicaba el acercamiento diplomático de la URSS a potencias rivales; esta nueva orientación de la URSS llevó al propio Gorbachov a visitar China en mayo de 1989. Este acercamiento se produjo en un momento de grandes problemas para los dos países: la visita oficial de Gorbachov a Beijing coincidió con las enormes protestas estudiantiles a favor del multipartidismo y la apertura política que se desarrollaban en las grandes ciudades de China, en particular las protestas de la Plaza de Tian'anmen en Beijing que serían violentamente sofocadas por tropas gubernamentales poco después de la visita. 

### Fin de la ruptura
A la crisis por la que pasaba el régimen chino se unió la crisis económica y política del sistema soviético tras las aperturas de la perestroika y la glasnost, siendo la crisis soviética finalmente mucho más grave tras las Revoluciones de 1989 que pusieron término a la influencia de la URSS en Europa Oriental. La ruptura terminó de facto al ocurrir la disolución de la Unión Soviética a finales de diciembre de 1991, tras el fallido "golpe de agosto" del mismo año, con lo cual desapareció uno de los protagonistas de la ruptura. A fines de 1991 la URSS era reemplazada por quince nuevas repúblicas, ya soberanas e independientes, siendo que todas ellas adoptaron el sistema económico del capitalismo.
Desde la década de 1990, el principal Estado sucesor de la URSS, la Federación Rusa, ha asumido un sistema económico de tipo capitalista, mientras que en China siguieron vigentes los principios de apertura económica al capitalismo empezados por Deng Xiaoping, desapareciendo así la situación de "dos versiones del comunismo" mutuamente enfrentadas. Actualmente, y principalmente por razones de cooperación geopolítica y de intereses mutuos en economía, Rusia ha mantenido unas relaciones políticas mucho más cordiales y cercanas con la República Popular China al quedar extinta la antigua rivalidad ideológica.